# Brazilská kuchyně

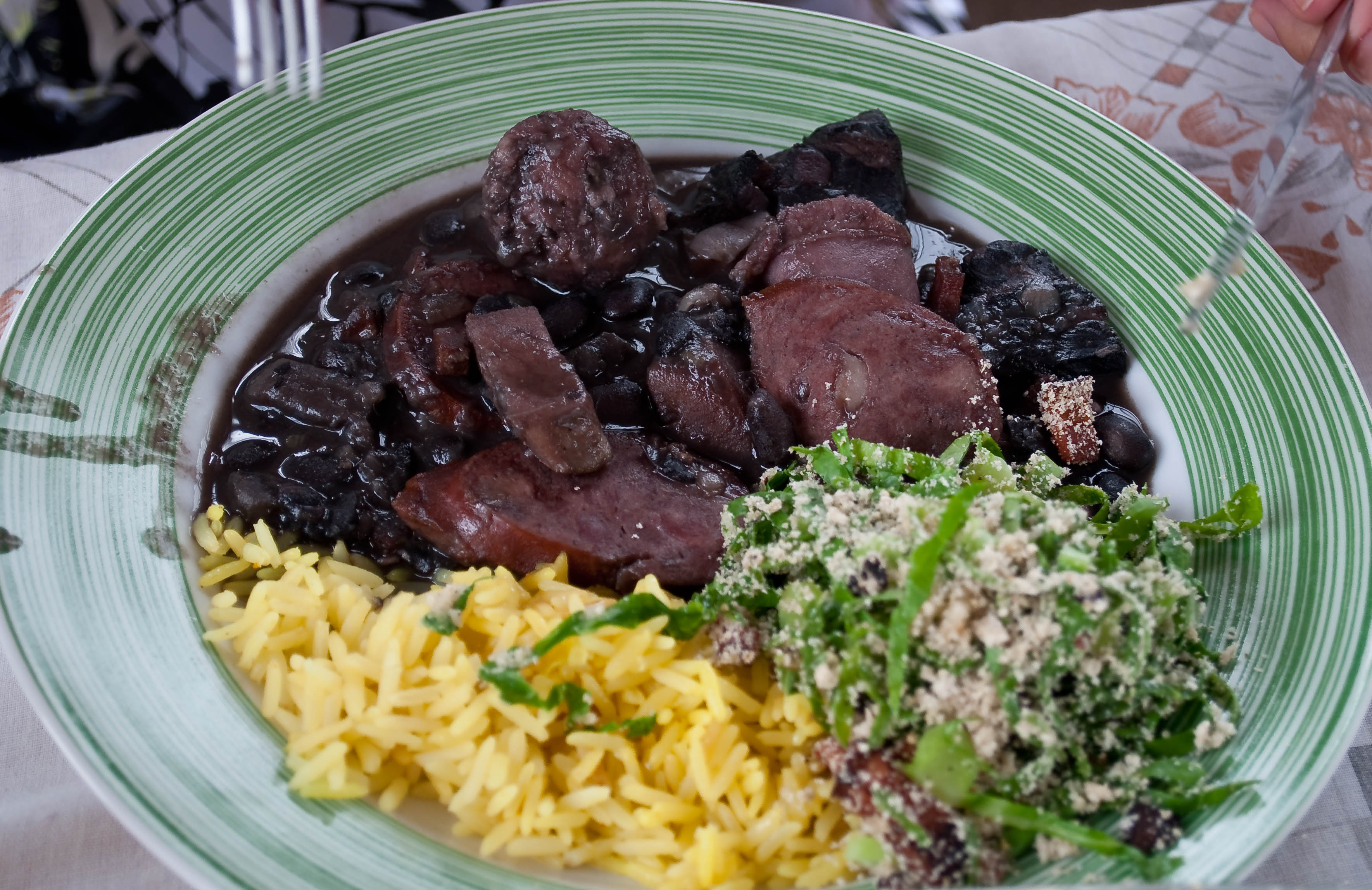
Feijoada s rýží

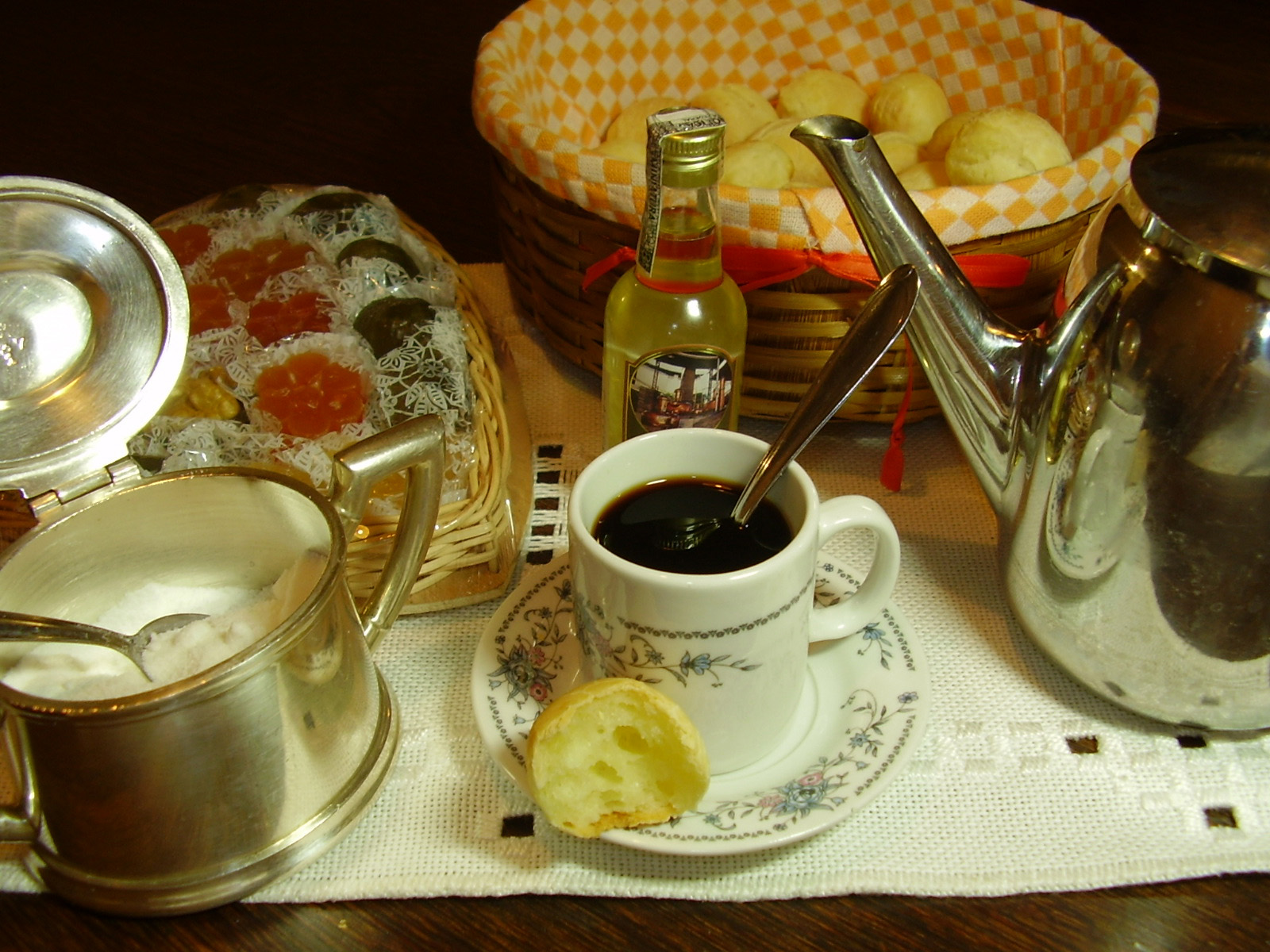
Pão de queijo, káva a lahev s cachaçou

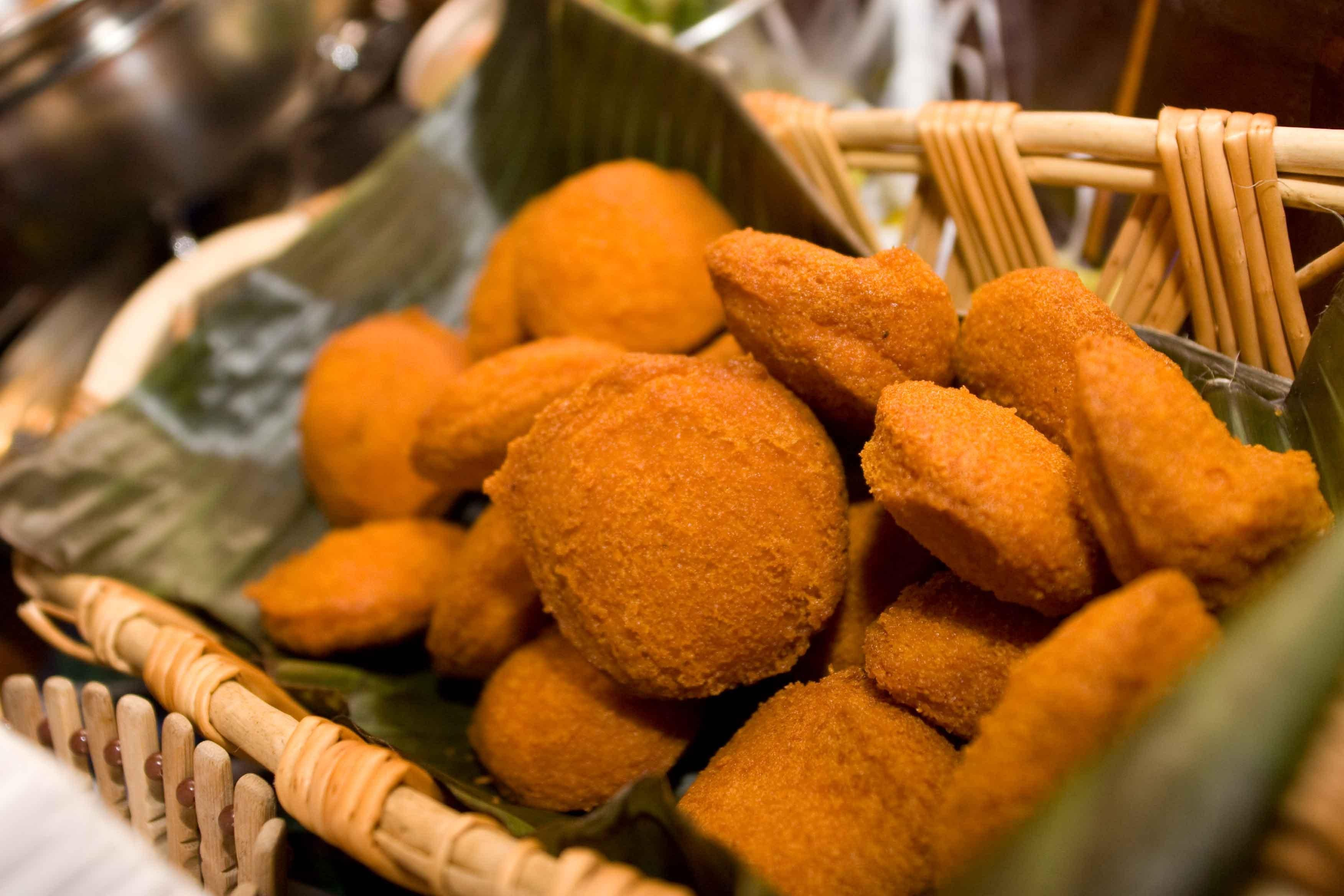
Acarajé

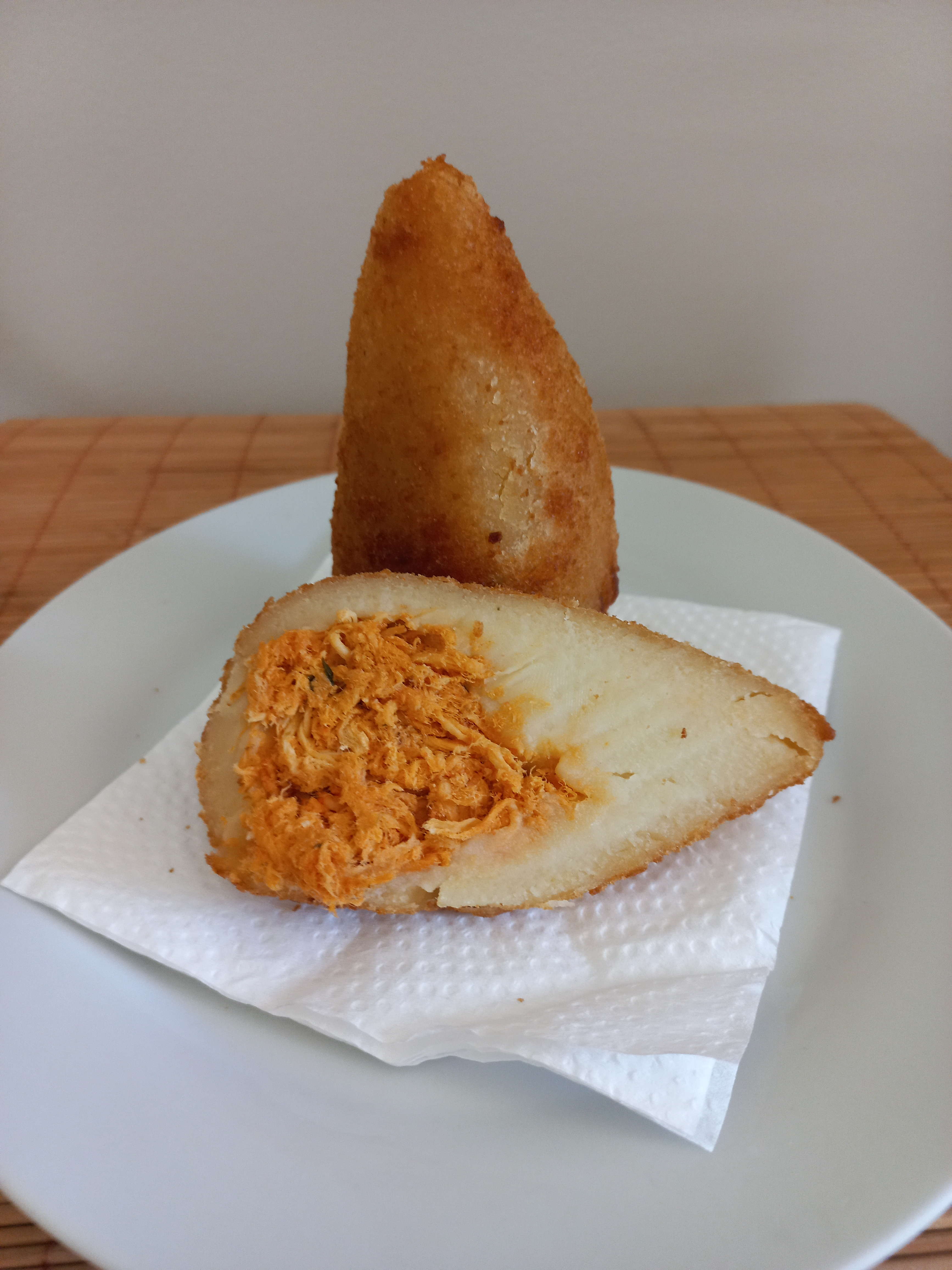
Coxinha

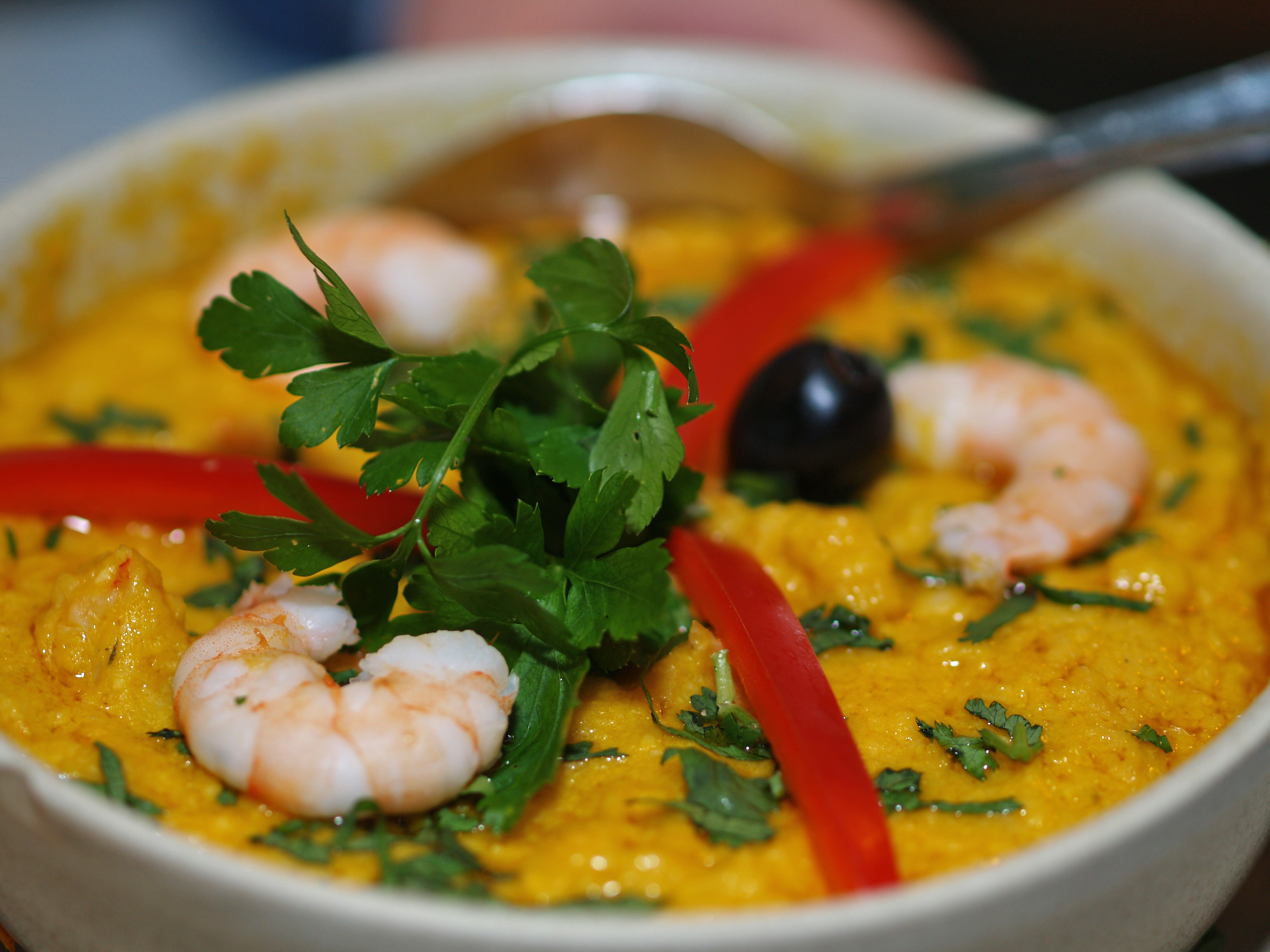
Vatapá

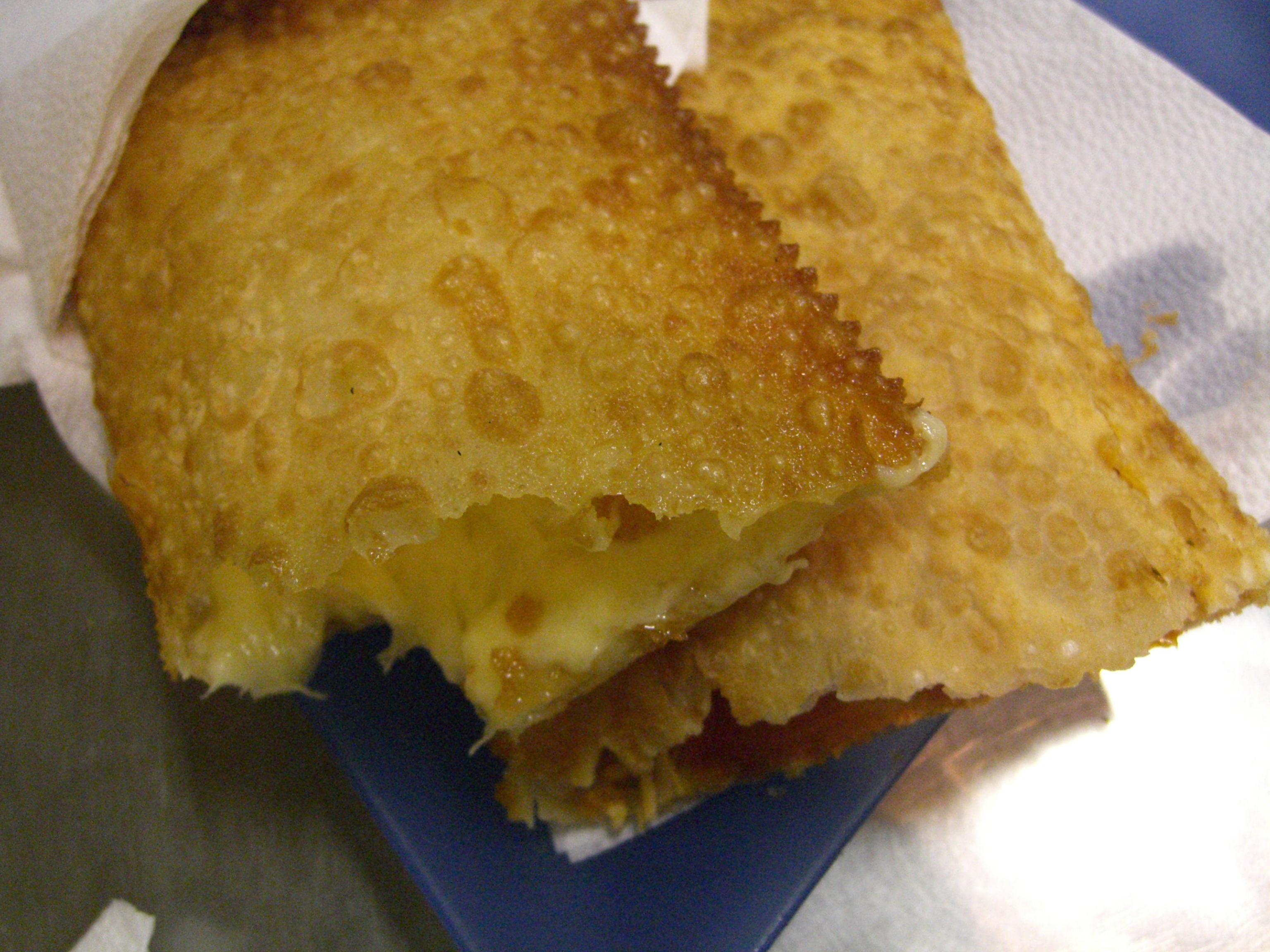
Pastel

Brazilská kuchyně (portugalsky: Culinária do Brasil) je velmi rozmanitá. Prolínají se v ní vlivy evropské kuchyně, africké kuchyně, tradiční kuchyně domorodých Indiánů, ale i asijské kuchyně (především japonské).
Mezi tradiční suroviny používané brazilskými Indiány před příchodem Evropanů patří například kešu ořechy, maniok, guarana, açaí a cumaru. Evropská kuchyně (především portugalská, italská, španělská, německá, polská a švýcarská) pak přinesla do brazilské kuchyně suroviny jako víno, listová zelenina nebo mléčné výrobky. Mezi další suroviny používané v brazilské kuchyni patří tropické ovoce, arašídy, batáty, maso, ryby, mořské plody, fazole, rajčata, chilli nebo palmový olej.
Národním jídlem Brazílie je feijoada, dušené fazole s masem a uzeninou. Národním nápojem je káva. Kromě tradičních brazilských pokrmů je v Brazílii běžná například pizza (z italské kuchyně), klobásy (z německé kuchyně) nebo sushi (z japonské kuchyně).

## Příklady brazilských pokrmů
Příklady brazilských pokrmů:
- Feijoada
- Rýže s fazolemi
- Vatapá, pokrm z krevet v omáčce z kokosového mléko
- Acarajé, smažené fazolové krokety, převzaté z africké kuchyně
- Pão de queijo, pečivo z těsta a sýra
- Moqueca, dušený kořeněný pokrm z ryb nebo mořských plodů
- Polenta, kukuřičná kaše
- Churrasco, grilované maso
- Coxinha, smažené kuře
- Kibbeh, kořeněná koule z mletého masa, převzaté z arabské kuchyně

## Příklady brazilských nápojů
Příklady brazilských nápojů:
- Káva
- Cachaça, alkoholický nápoj z cukrové třtiny
- Caipirinha, koktejl složený z cachaçy, třtinového cukru a limety
- Ovocné šťávy
- Guarana, povzbuzující nápoj z paulinie nápojné
- Maté, povzbuzující nápoj vyráběný z lístků cesmíny paraguayské
- Pivo
- Víno, vinařství je provozováno především na jihu Brazílie

## Regionální kuchyně
- Kuchyně jihovýchodní Brazílie (oblast měst Rio de Janeiro a São Paulo) je známá pro svou feijoadu. Jídla jsou v této oblasti poměrně výrazná. Mezi další typické pokrmy pro jihovýchodní Brazílii patří molho pardo (kuře nakládané v krvi) nebo pastel (plněná smažená taštička). Specialitou São Paula je virado, pokrm z vajec, maniokové mouky, párků a fazolí.[1]Caipirinha

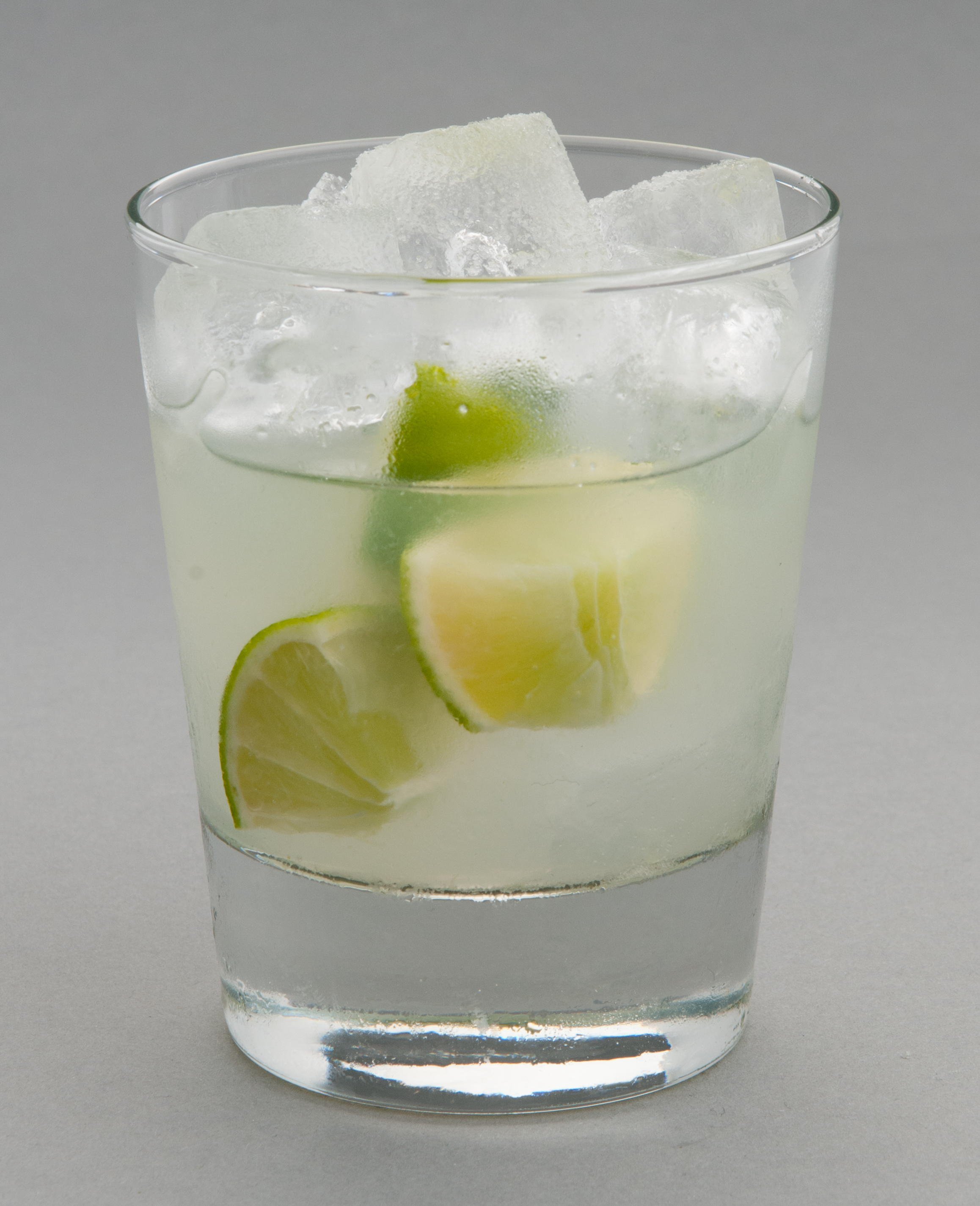
Caipirinha

- Kuchyně severní Brazílie a Amazonie vychází z kuchyně domorodých Indiánů. Hojně používá tucupi (omáčku z divokého manioku) nebo tropické ovoce.
- Mezi typické pokrm kuchyně brazilského středozápadu patří smažené taštičky plněné rýží nebo galinhada (kuře vařené s rýží)
- Kuchyně severovýchodní Brazílie byla silně ovlivněná africkou kuchyní (především z oblasti západní Afriky). Mezi nejrozšířenější pokrmy v tomto regionu patří acarajé nebo vatapá.
- Kuchyně jižní Brazílie byla nejvíce ovlivněna německou kuchyní, je také poměrně blízká argentinské a uruguayské kuchyni. Hojně se zde používá maso (vepřové, hovězí), které se často griluje (churrasco). Populární je v tomto regionu také maté.